# Julius Elwanger

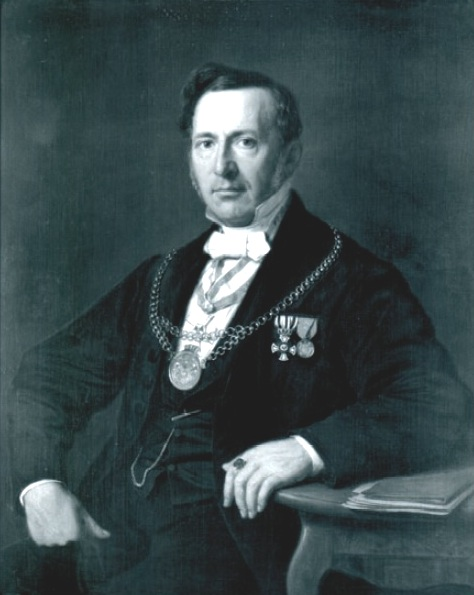
Julius Alexander Elwanger

Alexander Julius Elwanger (* 21. April 1807 in Neuküstrinchen; † 20. November 1878) war ein preußischer Spitzenbeamter und Oberbürgermeister von Breslau.

## Leben
Elwanger besuchte das Gymnasium in Breslau und studierte von 1826 bis 1829 Jura in Berlin und Heidelberg. Nach verschiedenen Positionen im Gerichtswesen wurde er 1840 Regierungsrat und stieg 1848 als Oberregierungsrat zum Generaldirektor der Generalkommission Breslau auf. 1849 wurde er in die Zweite Kammer des Landtags gewählt, der er bis 1851 angehörte.

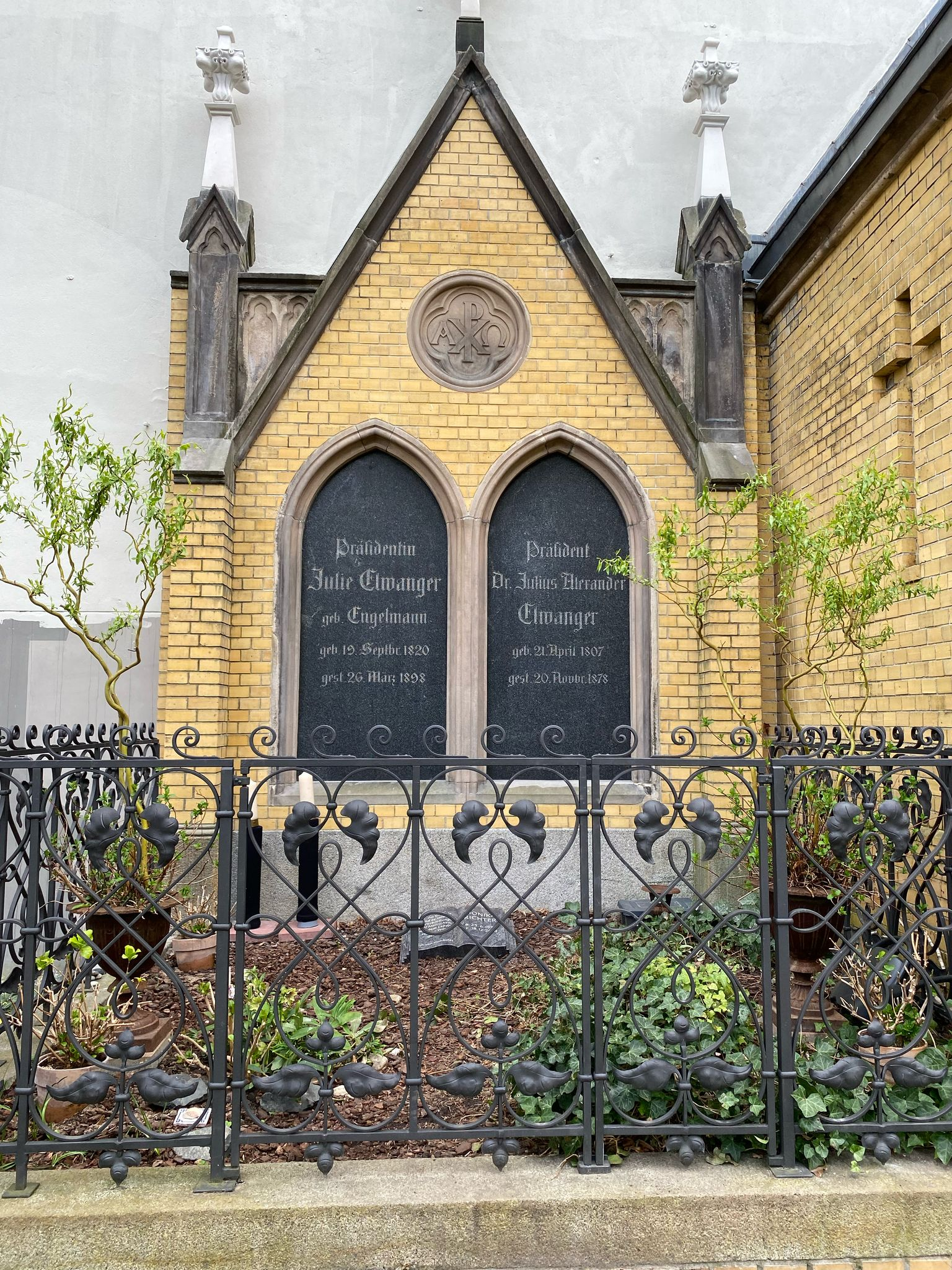
Grabstätte auf dem Alten St.-Matthäus-Kirchhof

1851 wurde Elwanger zum Oberbürgermeister von Breslau gewählt und repräsentierte seine Stadt in der Ersten Kammer des preußischen Landtags, beziehungsweise nach dessen Umwandlung 1854 im Herrenhaus, dem er zunächst bis 1863 angehörte. Nach Ende der zwölfjährigen Amtszeit wechselte Elwanger 1863 in die Bezirksregierung, zur Disposition. 1865 aus Allerhöchstem Vertrauen wieder ins Herrenhaus berufen, wurde er 1867 zum Regierungsvizepräsident des Regierungsbezirk Schleswig in Kiel und Schleswig, 1868 dann in diesem Bezirk zum Regierungspräsident ernannt.
1870 wurde Elwanger als Wirklicher Geheimer Oberfinanzrat Direktor der Abteilung für Etat- und Kassenwesen im Finanzministerium, dort 1872/73 außer Dienst gestellt und zum Vorsitzenden der Verwaltung des Reichsinvalidenfonds berufen.
Julius Elwanger starb 1878 im Alter von 71 Jahren in Berlin und wurde auf dem Matthäus-Kirchhof in Schöneberg beigesetzt. Seine Witwe Julie Elwanger geb. Engelmann (1820–1898) hatte das Erbbegräbnis erworben und ließ dort ein Wandgrab errichten. Auch sie ruht in der erhaltenen Anlage.